# Affiliációs szükséglet
Az affiliációs szükséglet egy pszichológiai szükséglet (Murray szükségletlistájáról), mely az emberek társaságának keresésére, a másokkal való időtöltésre késztet. Ez a motívum a társas kapcsolatok kialakításának és fenntartásának, vagyis a másokkal való interakciónak a szükséglete, nem a társak fölötti dominancia érzésének elérésére irányul. Ezek az interakciók nem valami más cél elérésének az eszközei. A társas interakció maga, a saját jogán a cél.
Az egyes emberek affiliációs szükségletének mértékében – csakúgy, mint általában a legtöbb pszichológiai jellemzőben – nagy egyéni különbségek figyelhetők meg. Egy, a pszichológiában használatos, úgynevezett projektív mérőeljárás, a TAT (Tematikus Appercepciós Teszt) segítségünkre lehet ezen különbségek feltárásában.